# Ant-Man i Osa: Kwantomania
Ant-Man i Osa: Kwantomania (oryg. Ant-Man and the Wasp: Quantumania) – amerykański fantastycznonaukowy film akcji na podstawie serii komiksów o superbohaterach o tych samych pseudonimach wydawnictwa Marvel Comics. Za reżyserię odpowiadał Peyton Reed na podstawie scenariusza Jeffa Lovenessa. W tytułowych rolach powrócili Paul Rudd i Evangeline Lilly, a obok nich w głównych rolach wystąpili: Jonathan Majors, Kathryn Newton, David Dastmalchian, William Jackson Harper, Katy O’Brian, Bill Murray, Michelle Pfeiffer, Corey Stoll i Michael Douglas.
Kwantomania wchodzi w skład V Fazy Filmowego Uniwersum Marvela i stanowi część jej drugiego rozdziału zatytułowanego Saga Multiwersum. Jest to trzydziesty pierwszy film należący do tej franczyzy i kontynuacja filmów Ant-Man z 2015 i Ant-Man i Osa z 2018 roku. Światowa premiera Kwantomanii miała miejsce 6 lutego 2023 roku w Los Angeles. W Polsce film zadebiutował 17 lutego 2023 roku. Kwantomania, przy budżecie szacowanym na 326,6 milionów dolarów, zarobiła prawie 475 milionów i otrzymała mieszane oceny od krytyków.

## Streszczenie
Kiedy Janet Van Dyne była uwięziona w wymiarze kwantowym poznała wygnanego tam podróżnika o imieniu Kang. Obecnie, po bitwie Avengers z Thanosem, Scott Lang odnosi sukces po wydaniu swojego pamiętnika i żyje ze swoją dziewczyną, Hope Van Dyne. Jego nastoletnia córka, Cassie, zostaje działaczką pomagającą ludziom przesiedlonym wskutek odwrócenia działań Thanosa. Z tego powodu relacje między nią a ojcem są napięte. Odwiedzając rodziców Hope, Hanka Pyma i Janet, Cassie ujawnia, że pracuje nad urządzeniem dzięki któremu można nawiązać kontakt z wymiarem kwantowym. Janet panikuje i wyłącza urządzenie. Jednak wiadomość zostaje odebrana, w wyniku czego otwiera się portal, który wciąga całą piątkę do wymiaru kwantowego. Scott i Cassie zostają odnalezieni przez tubylców (buntowników sprzeciwiających się swojemu władcy), a Hope, Janet i Pym dostają się do miasta w poszukiwaniu odpowiedzi. Tam spotykają się z Lordem Krylarem, byłym sojusznikiem Janet, który ujawnia, że zaczął pracować dla Kanga, nowego władcy wymiaru kwantowego. Janet, Hope i Pym zmuszeni są do ucieczki i kradzieży statku Krylara. W międzyczasie przywódczyni rebeliantów, Jentorra, wyjawiła Scottowi i Cassie, że Janet jest odpowiedzialna za dojście Kanga do władzy. Chwilę później obóz rebeliantów zostaje zaatakowany przez siły Kanga, dowodzone przez M.O.D.O.K.–a, którym okazuje się być Darren Cross, którego Scott pokonał kilka lat wcześniej i został uznany za zmarłego.
Janet na pokładzie statku Krylara wyznaje Hope i Pymowi, dlaczego nie chciała mówić nic o wymiarze kwantowym: Kang chciał, by razem z Janet wspólnie uciekli z wymiaru kwantowego. Jednak po udzieleniu pomocy przy naprawie mocy jego statku Janet odkryła, że Kang zniszczył za jego pomocą całe linie czasowe. Janet postanawia mu się przeciwstawić i powiększyć rdzeń statku tak, by stał się niemożliwy do użytku. Pomimo to Kang odzyskuje swoje moce i podbija wymiar kwantowy. Scott i Cassie zostają zabrani do Kanga, który żąda pod groźbą zabicia Cassie, by Scott pomógł mu odzyskać jego rdzeń. Scott zostaje zabrany do rdzenia gdzie zmniejsza się. Próbując odzyskać rdzeń mocy zaczyna tonąć w morzu swoich wariantów. Na miejscu pojawia się Hope, która pomaga mu zdobyć rdzeń. Kang zrywa umowę, którą zawarł ze Scottem. Więzi Janet i niszczy statek, w którym znajdował się Pym. Ostatecznie Pym zostaje uratowany przez swoje mrówki, które trafiły razem z nimi do wymiaru kwantowego, szybko ewoluowały i stały się hiper inteligentne. Następnie pomaga Hope i Scotowi dostać się do Kanga. Cassie uwalnia Jentorrę, z którą wzniecają powstanie przeciwko Kangowi i jego armii. Podczas walki Cassie udało się przekonuje Crossa, by stanął po ich stronie. Janet udaje się naprawić rdzeń mocy. Następnie razem z Pymem, Hope i Cassie wracają do domu. Kang atakuje Scotta i z pomocą Hope pokonują go i niszczą rdzeń mocy cząsteczkami Pyma. Cassie otwiera portal po swojej stronie, by Scott i Hope mogli wrócić do domu. Po powrocie do swojego życia zastanawia się nad tym, co powiedziano mu o śmierci Kanga jako początku czegoś strasznego, ale zdecydował się to zignorować.
W scenie pomiędzy napisami liczne warianty Kanga, dowodzone przez Immortusa, ubolewają nad śmiercią Kanga i planują multiwersalne powstanie. Po napisach Loki i Mobius M. Mobius spotykają w 1901 roku inny wariant Kanga, Victora Timely’a.

## Obsada
- Paul Rudd jako Scott Lang / Ant-Man, były inżynier w VistaCorp i kryminalista, który po wyjściu z więzienia staje się posiadaczem kombinezonu pozwalającego na zmniejszanie się do rozmiarów owada. Jest byłym mężem Maggie, z którą ma córkę Cassie[8].
- Evangeline Lilly jako Hope Van Dyne / Osa, córka Hanka Pyma i Janet Van Dyne[8].
- Jonathan Majors jako Nathaniel Richards / Kang Zdobywca, podróżnik w czasie uwięziony w wymiarze kwantowym, który jest wariantem „Tego, Który Trwa” – twórcy Agencji Ochrony Chronostruktury[9][10] . Majors zagrał również inne warianty: Immortusa, Rama-Tuta i Centuriona, członków Rady Kangów oraz Victora Timely’a[6].
- Kathryn Newton jako Cassie Lang, córka Scotta Langa i Maggie[9].
- David Dastmalchian jako Veb[10] , śluzowata istota i członek grupy rebeliantów. Dastmalchian zagrał Kurta także w poprzednich filmach[11].
- William Jackson Harper jako Quaz, członek grupy rebeliantów, który jest telepatą[12][10] .
- Katy O’Brian jako Jentorra, wojowniczka i przywódczyni grupy, której celem jest wypędzenie Kanga z wymiaru kwantowego[10] .
- Bill Murray jako Lord Krylar, gubernator bogatej społeczności Axia w wymiarze kwantowym[13][10] .
- Michelle Pfeiffer jako Janet Van Dyne / Osa, żona Hanka Pyma i matka Hope[14].
- Corey Stoll jako Darren Cross / M.O.D.O.K., były protegowany Pyma, który został zmniejszony i uwięziony w Wymiarze Kwantowym, gdzie zmutował i stał się cybernetycznie udoskonaloną istotą z przerośniętą głową nazwaną M.O.D.O.K.[15][16]
- Michael Douglas jako Hank Pym, były agent T.A.R.C.Z.Y., entomolog i fizyk, który został Ant-Manem w 1963 roku po odkryciu cząstek elementarnych pozwalających zmniejszanie się. Został mentorem Langa, który przejął jego rolę Ant-Mana[17].

Z poprzednich filmów franczyzy swoje role powtórzyli: Randall Park jako Jimmy Woo, agent FBI, który został przydzielony do monitorowania Langa podczas jego aresztu domowego; Gregg Turkington jako Dale, manager Baskin-Robbins oraz w scenie po napisach: Tom Hiddleston jako Loki i Owen Wilson jako Mobius M. Mobius. Ponadto w filmie wystąpili: James Andrew Cutler jako Xolum, członek rebeliantów oraz Ruben Rabasa jako właściciel kawiarni.

## Produkcja

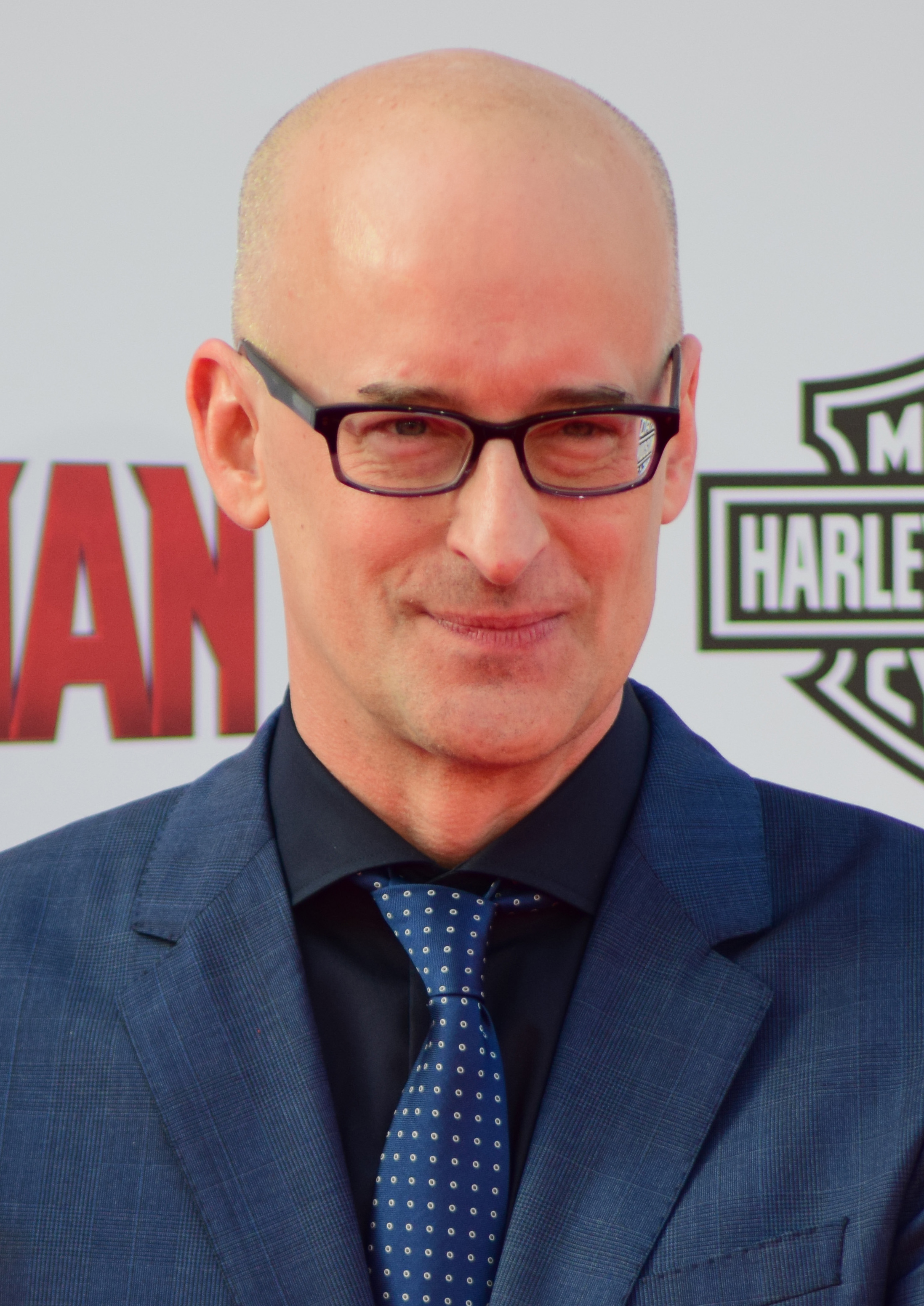
Peyton Reed, reżyser filmu

### Rozwój projektu
W lipcu 2018 roku Peyton Reed poinformował, że rozmawiał z Marvel Studios na temat potencjalnej kontynuacji filmu Ant-Man i Osa. W listopadzie 2019 roku potwierdzono, że Reed powróci na stanowisko reżysera. W kwietniu 2020 roku ujawniono, że scenariusz napisze Jeff Loveness. W grudniu, podczas Disney Investor Day, wyjawiono, że tytuł filmu będzie brzmiał Ant-Man and the Wasp: Quantumania oraz że będzie on częścią Fazy IV. W tym samym miesiącu Michelle Pfeiffer poinformowała, że premiera filmu została zapowiedziana na 2022 rok. Michael Douglas potwierdził tę informację miesiąc później. W maju 2021 roku studio wyznaczyło amerykańską datę premiery na 17 lutego 2023 roku. W październiku data premiery została przesunięta na 28 lipca 2023 roku, a w kwietniu 2022 roku ujawniono, że film zadebiutuje mimo wszystko 17 lutego. W lipcu 2022 roku poinformowano, że film jednak rozpocznie Fazę V i będzie wchodził w skład Sagi Multiwersum. Producentami filmu zostali Kevin Feige i Stephen Broussard .

### Casting
W listopadzie 2019 roku potwierdzono, że w swoje role ponownie wcielą się: Paul Rudd jako Scott Lang, Evangeline Lilly jako Hope Van Dyne i Michael Douglas jako Hank Pym. We wrześniu 2020 roku poinformowano, że do obsady dołączył Jonathan Majors. W grudniu Michelle Pfeiffer wyjawiła, że powróci jako Janet Van Dyne. W tym samym miesiącu poinformowano, że Kathryn Newton wystąpi jako Cassie, a Majors zagra Kanga Zdobywcę.
W marcu 2021 roku ujawniono, że Tip „T.I.” Harris nie powróci w roli Dave’a znanego z poprzednich części. W lipcu pojawiła się informacja, że Corey Stoll powtórzy rolę Darrena Crossa z pierwszej części. W październiku Bill Murray poinformował, że zagra w filmie. We wrześniu poinformowano, że Randall Park i Gregg Turkington powrócą jako Jimmy Woo i Dale. W październiku ujawniono, że w obsadzie znalazł się William Jackson Harper, a w listopadzie poinformowano, że w filmie zagrają Katy O’Brian i David Dastmalchian, który wcześniej grał Kurta w poprzednich produkcjach franczyzy. W styczniu wyjawiono, że Murray, Harper i O’Brian zagrają Lorda Krylara, Quaza i Jentorrę , a Dastmalchian i Stoll wystąpią w innych rolach – Veba  i M.O.D.O.K.–a.

### Zdjęcia i postprodukcja
4 lutego 2021 roku Mehmet Ersoy, Minister Kultury i Sportu Turcji, poinformował, że zdjęcia do filmu rozpoczęły się w Kapadocji. Zrealizowano wtedy zdjęcia lokacyjne, również w innych częściach tego kraju. W czerwcu wykonano je w San Francisco. Główny okres zdjęciowy rozpoczął się 26 lipca w Pinewood Studios w Wielkiej Brytanii pod roboczym tytułem Dust Bunny. Aktorzy pracowali również w Atlancie i San Francisco. Prace na planie zakończyły się 23 listopada. Za zdjęcia odpowiadał Bill Pope, scenografią zajął się Will Htay, a kostiumy zaprojektowała Sammy Sheldon Differ.
Montażem zajęli się Adam Gerstel i Laura Jennings. Efekty specjalne przygotowały studia: Sony Pictures Imageworks, Industrial Light & Magic, Digital Domain, Moving Picture Company, Fin Design + Effects, Spin VFX, Rising Sun Pictures, Folks, Barnstorm VFX, Base FX, Pixomondo, MARZ, Luma Pictures, Atomic Arts, Territory Studio i Stereo D, a odpowiadali za nie: Jesse James Chisholm, Fiona Campbell Westgate i Paul Corbould .

## Muzyka
W lipcu 2022 roku poinformowano, że Christophe Beck skomponuje muzykę do filmu. Album z muzyką Becka, Ant-Man and the Wasp: Quantumania – Original Motion Picture Soundtrack, został wydany 15 lutego 2023 roku przez Hollywood Records.
| Ant-Man and the Wasp: Quantumania – Original Motion Picture Soundtrack – 2023 | Ant-Man and the Wasp: Quantumania – Original Motion Picture Soundtrack – 2023 | Ant-Man and the Wasp: Quantumania – Original Motion Picture Soundtrack – 2023 | Ant-Man and the Wasp: Quantumania – Original Motion Picture Soundtrack – 2023 |
| Nr                                                                            | Tytuł utworu                                                                  | Muzyka                                                                        | Długość                                                                       |
| ----------------------------------------------------------------------------- | ----------------------------------------------------------------------------- | ----------------------------------------------------------------------------- | ----------------------------------------------------------------------------- |
| 1.                                                                            | „Theme from Quantumania”                                                      | C. Beck                                                                       | 2:33                                                                          |
| 2.                                                                            | „We Should Be Dead”                                                           | C. Beck                                                                       | 2:21                                                                          |
| 3.                                                                            | „What Is This Place?”                                                         | C. Beck                                                                       | 1:48                                                                          |
| 4.                                                                            | „Skies of Axia”                                                               | C. Beck                                                                       | 2:44                                                                          |
| 5.                                                                            | „The Hunter”                                                                  | C. Beck                                                                       | 4:24                                                                          |
| 6.                                                                            | „Fifty Shades of Kang”                                                        | C. Beck                                                                       | 3:23                                                                          |
| 7.                                                                            | „Quantum Nexus”                                                               | C. Beck                                                                       | 3:16                                                                          |
| 8.                                                                            | „The Conqueror”                                                               | C. Beck                                                                       | 6:17                                                                          |
| 9.                                                                            | „Through the Storm”                                                           | C. Beck                                                                       | 3:14                                                                          |
| 10.                                                                           | „Sting Operation”                                                             | C. Beck                                                                       | 2:17                                                                          |
| 11.                                                                           | „Honey, I Shrunk the Energy Core”                                             | C. Beck                                                                       | 3:02                                                                          |
| 12.                                                                           | „Look Out for the Little Guy”                                                 | C. Beck                                                                       | 2:11                                                                          |
| 13.                                                                           | „He’s Kang, He Saw, He Conquered”                                             | C. Beck                                                                       | 1:23                                                                          |
| 14.                                                                           | „Sting Low, Sweet Variant”                                                    | C. Beck                                                                       | 3:41                                                                          |
| 15.                                                                           | „Like Father Like Daughter”                                                   | C. Beck                                                                       | 1:09                                                                          |
| 16.                                                                           | „Kang Bang”                                                                   | C. Beck                                                                       | 3:19                                                                          |
| 17.                                                                           | „Alien Ant Harm”                                                              | C. Beck                                                                       | 2:29                                                                          |
| 18.                                                                           | „Threnody for a Reformed Dick”                                                | C. Beck                                                                       | 2:21                                                                          |
| 19.                                                                           | „Lang vs. Kang”                                                               | C. Beck                                                                       | 2:49                                                                          |
| 20.                                                                           | „Don’t Let Go”                                                                | C. Beck                                                                       | 2:17                                                                          |
| 21.                                                                           | „Hymenoptera”                                                                 | C. Beck                                                                       | 2:32                                                                          |
| 22.                                                                           | „Holes (featuring David Dastmalchian)”                                        | C. Beck                                                                       | 0:44                                                                          |
|                                                                               |                                                                               |                                                                               | 1:00:14                                                                       |

## Promocja
Peyton Reed i obsada filmu pojawili się na panelu Marvel Studios podczas San Diego Comic-Conu, gdzie zostały zaprezentowane fragmenty filmu. We wrześniu pokazano kolejne podczas D23 Expo. 24 października pojawił się pierwszy zwiastun filmu. 9 stycznia zaprezentowano drugi zwiastun.

## Wydanie
Światowa premiera filmu Ant-Man i Osa: Kwantomania miała miejsce 6 lutego 2023 roku w Los Angeles. W wydarzeniu tym uczestniczyła obsada i ekipa produkcyjna filmu oraz zaproszeni goście. Premierze tej towarzyszył czerwony dywan oraz szereg konferencji prasowych.
W Polsce i Stanach Zjednoczonych film zadebiutował 17 lutego 2023 roku.

## Odbiór

### Box office
Ant-Man i Osa: Kwantomania mając budżet szacowany na 326,6 milionów dolarów zarobił w weekend otwarcia ponad 225 milionów dolarów, z czego w Stanach Zjednoczonych i Kanadzie uzyskał ponad 106 milionów. W sumie film zarobił prawie 475 milionów dolarów.

### Krytyka w mediach
Film spotkał się z mieszaną reakcją krytyków. W serwisie Rotten Tomatoes 47% z 384 recenzji uznano za pozytywne, a średnia ocen wystawionych na ich podstawie wyniosła 5,6/10. Na portalu Metacritic średnia ważona ocen z 61 recenzji wyniosła 48 punktów na 100. Natomiast według serwisu CinemaScore, zajmującego się mierzeniem atrakcyjności filmów w Stanach Zjednoczonych, publiczność przyznała mu ocenę B w skali od F do A+.
Alonso Duralde z The Wrap ocenił, że Kwantomania „jest satysfakcjonująca zarówno jako pojedynczy film, jak i zapowiedź tego, co ma nadejść”. Matthew Huff z AV Club uznał, że to filmu jest „polaryzujący” i stwierdził, że „jeśli poddasz się jego szaleństwie, gdzie Dawno temu w trawie spotyka Powrót Jedi, dwie godziny szybko zlecą”. Alex Godfrey z „Empire Magazine” napisał, że „Marvel, wykorzystując wszystkie swoje zasoby, nakręcił film osadzony we wszechświecie, w którym czas i przestrzeń nie są takie, jakie znamy, ale skończyło się na czymś, co wygląda surrealistycznie, ale wydaje się domknięte. Nie wymaga wysiłku umysłowego. Ale to nie znaczy, że nie jest zabawne”. Owen Gleiberman z „Variety” stwierdził, że „Kwantomania jest zabawna, a także olśniewająca, nieustępliwa i paraliżująca, a potem znowu zabawna, gdy myślisz, że masz już dość; wszystko to zostaje zmiksowane”. Frank Scheck z „The Hollywood Reporter” pozytywnie oceni grę Jonathana Majorsa i napisał, że jego „że imponująca fizyczność doskonale pasuje do jego kultowej, nikczemnej postaci, inwestuje on również w swój występ z tak zaskakująco cichym bezruchem i ambiwalencją, że jesteś na krawędzi w każdej chwili, gdy pojawia się na ekranie”. David Fear z „Rolling Stone” napisał, że „Kwantomania jest w jakiś sposób ciężka, ale nie sprawia wrażenia treściwej, niemal desperackiej w swojej ponurości”. Ann Hornaday z „The Washington Post” uznała, że w filmie „żwawe tempo i beztroski humor ustąpiły miejsca nabrzmiałej powadze, która nęka tak dużą część kanonu komiksów”. Mick LaSalle z „San Francisco Chronicle” ocenił, że „nie jest to przykład złej komedii. To zły dramat, kiepskie science fiction i marnowanie wszystkich, w tym Evangeline Lilly i Michaela Douglasa”.
Michał Walkiewicz z portalu Filmweb stwierdził, że jest to „film, w którym tyle samo pary idzie w kreowanie świata przypominającego wnętrze paczki Haribo, co w cementowanie eksploatowanych do imentu, narracyjnych schematów”. Dawid Muszyński z NaEkranie.pl uznał, że „niestety, dobry czarny charakter to za mało. Musi za nim iść jeszcze ciekawa historia, dobra walka i wysoka stawka, a tego po prostu nie ma”. Wojtek Smoła z IGN Polska ocenił, że „Kwantomania stanowi niezbyt udany wstęp do V fazy Kinowego Uniwersum Marvela. Na szczęście, mimo licznych problemów na tle fabularnym dzieło Peytona Reeda nadrabia warstwą humorystyczną, licznymi nawiązaniami do lore, oraz przyjemną historią z morałem”. Karol Urbański z Filmożerców napisał, że film to „bezmyślny recykling wszystkiego, co widzieliśmy nie tyle w popowym sajfaju, ile w samym MCU. W Wymiarze Kwantowym nie czeka na Was nic nowego, niemniej przygoda i tak dostarczy rozrywki”. Radosław Krajewski z gram.pl stwierdził, że w filmie „w ogóle nie widać ręki Peytona Reeda, jakby reżyser zgodził się jedynie podpisać pod tworem, któremu brakuje autorskiego sznytu i ducha poprzednich produkcji spod szyldu Człowieka-Mrówki”. Piotr Guszkowski z „Gazety Wyborczej” ocenił, że „Kwantomania okazuje się kolejnym dowodem na to, że może i Marvel powołał do życia multiwersum, ale nadal nie potrafi wykorzystać jego potencjału”.

### Nominacje
| Rok  | Ceremonia                          | Kategoria                                       | Nominowani                 | Rezultat  | Przypis |
| ---- | ---------------------------------- | ----------------------------------------------- | -------------------------- | --------- | ------- |
| 2023 | MTV Movie & TV Awards              | Najlepszy bohater                               | Paul Rudd                  | Nominacja | [ 68 ]  |
| 2023 | MTV Movie & TV Awards              | Najlepszy zespół aktorski                       | Ant-Man i Osa: Kwantomania | Nominacja | [ 68 ]  |
| 2024 | Saturn Awards                      | Najlepszy film superbohaterski                  | Ant-Man i Osa: Kwantomania | Nominacja | [ 69 ]  |
| 2024 | People’s Choice Awards             | Ulubiony film akcji                             | Ant-Man i Osa: Kwantomania | Nominacja | [ 70 ]  |
| 2024 | Golden Raspberry Awards            | Najgorszy reżyser                               | Peyton Reed                | Nominacja | [ 71 ]  |
| 2024 | Golden Raspberry Awards            | Najgorszy prequel, remake, "zrzynka" lub sequel | Ant-Man i Osa: Kwantomania | Nominacja | [ 71 ]  |
| 2024 | Golden Raspberry Awards            | Najgorszy aktor drugoplanowy                    | Michael Douglas            | Nominacja | [ 71 ]  |
| 2024 | Golden Raspberry Awards            | Najgorszy aktor drugoplanowy                    | Bill Murray                | Nominacja | [ 71 ]  |
| 2024 | Hawaii Film Critics Society Awards | Najgorszy film                                  | Ant-Man i Osa: Kwantomania | Nominacja | [ 72 ]  |